# 김지준
김지준(1911년 7월 17일~1986년 5월 6일)은 대한민국의 정치인이다. 제3대 국회의원을 지냈다.

## 역대 선거 결과
|  | 37.59% |

|  | 3.72% |

|  | 6.89% |